# Roy Nathanson
Roy Nathanson es un saxofonista, compositor, actor y docente. Es conocido sobre todo por ser el líder del grupo Jazz Passengers, fundado junto con Curtis Fowlkes en 1987. Han girado numerosas veces por Europa, actuando en los principales festivales de Finlandia, Alemania, Italia, Francia y Suiza, además de frecuentar el J.V.C. Festival de Nueva York, el Du Maurier Festival en Canadá. La banda ha grabado ocho álbumes.

## Historial
En 1994, Nathanson compuso un buen número de temas para el álbum Jazz Passengers in Love, producido por Hal Willner y Huge Dwyer. Estos temas fueron interpretados por cantantes como Jimmy Scoff, John Kelly, Freedy Johnston, Bernard Fowler, Jeff Buckley o Deborah Harry. Desde el verano de 1995 The Jazz Passengers han actuado de forma continuada con Harry como cantante, con ocasionales apariciones de Elvis Costello. Con esta configuración, los Passengers han grabado dos discos, Individually Twisted (con Harry y Costello), y Live In Spain con Deborah Harry. 
Nathanson desarrolló también un dúo junto al teclista y compositor Anthony Coleman, con quien también ha girado por Europa y Estados Unidos. Su tercer álbum, I Could've Been a Drum, fue publicado en el sello de John Zorn, Tzadik Records.
Ha trabajado como compositor con el monologuista David Cole. Su obra "Deep in a Dream of You", fue estrenada en el Goodman Theatre de Chicago, en 1990. realizó la banda sonora de varias producciones de PBS, y para películas de Jacob Burkhardt y Tamara Jenkins, así como para numerosas obras de teatro. compuso algunos temas que fueron utilizadas en la adaptación de Sherezade realizada por Karole Armitage para la Ópera de Florencia, así como otras que aparecen en la película de Robert Altman Short Cuts, y en la de Chantal Akerman, Histoires d'Amérique. También compuso la música del film de animación Jay Street, dirigido por Suzan Pitt, que fue premiado en el Festival de Cine de Nueva York de octubre de 1995. 
The Fire at Keaton's Bar & Grill, fue su cuarto disco como líder en solitario, el primero para Six Degrees Records, en marzo de 2000. Incluye apariciones de muchos de sus colaboradores habituales, entre ellos Charles Earland, Elvis Costello y Debbie Harry. la obra fue puesta en escena en el St. Ann's Warehouse de Nueva York y en el Royal Festival Hall de Londres.
Como acompañante, ha tocado con The Lounge Lizards, Marc Ribot, Charles Earland y The Shirelles. También ha trabajado con Steve Lacy y Ned Rothenberg en un cuarteto de saxofones, en Bélgica.
Como actor, ha intervenido en películas de Chantal Akerman, Jim Jarmusch y Elaine May, así como en varios proyectos teatrales. Tuvo un papel protagonista en el film Wasserman, dirigido por Peter Lilienthal.

## Discografía como líder
- The Coming Great Millennium (1992, Knitting Factory Works)
- Lobster and Friend (1993, Knitting Factory)
- I Could've Been a Drum (1997, Tzadik Records)
- Fire at Keaton's Bar and Grill (2000, Six Degrees)
- Sotto Voce (2006, Aum Fidelity)
- Little Fred (Tablehead)
- Subway Moon (2009)

## Discografía con Jazz Passengers
- Broken Night/Red Light (Les Disques Du Crepuscule - 1987)
- Deranged & Decomposed (Les Disques Du Crepuscule - 1989)
- Implement Yourself (1990, New World)
- Live at the Knitting Factory  (1991, Knitting Factory)
- Plain Old Joe (1993, Knitting Factory)
- In Love (1994, Windham Hill Records/High Street Records)
- Individually Twisted (1996, 32 Jazz)
- Live in Spain (1997, 32 Jazz)